# Boris Anatoljewitsch Bondarew
Boris Anatoljewitsch Bondarew (russisch Борис Анатольевич Бондарев; * 1980) ist ein ehemaliger russischer Diplomat, der von 2019 bis zum Mai 2022 in der russischen Gesandtschaft beim Büro der Vereinten Nationen in Genf arbeitete. Er schied im Mai 2022 unter Protest gegen den russischen Überfall auf die Ukraine aus dem diplomatischen Dienst aus.

## Jugend und Erziehung
Bondarev wurde 1980 als Sohn zweier Mitglieder der Sowjetischen Intelligenzija geboren. Sein Vater war ein Ökonom, der im russischen Ministerium für Industrie und Handel beschäftigt war, während seine Mutter Dozentin für Englisch am Staatlichen Moskauer Institut für Internationale Beziehungen war. Sein Großvater mütterlicherseits war ein General während des Zweiten Weltkriegs, der als Held der Sowjetunion ausgezeichnet worden war. Er wuchs in Moskau auf; die Familie lebte für eine kurze Zeit (1984–1985) in der Schweiz, da der Vater einer Russisch-Schweizerischen Beteiligungsfirma zugeordnet war. 1991 verließ sein Vater das Ministerium und gründete eine eigene Firma.
Bondarev studierte am Staatlichen Moskauer Institut für Internationale Beziehungen. Im Sommer 2000 begann er ein Praktikum am Außenministerium der Russischen Föderation.

## Werdegang
Im Jahre 2002 begann Bondarew für das russische Außenministerium zu arbeiten. Er war zuerst als Berater für die Nichtweiterverbreitung von Nuklearwaffen tätig. Seit 2019 war er einer der Gesandten der Russischen Föderation beim Büro der Vereinten Nationen und anderen internationalen Organisationen in Genf.
Am 23. Mai 2022 erklärte er, dass er von diesen Ämtern als Protest gegen die russische Invasion zurückgetreten sei. Diese Invasion sei ein Angriffskrieg. Der Krieg sei nicht nur ein Verbrechen gegenüber den Menschen in der Ukraine, sondern auch ein Verbrechen gegen die russischen Bürger. Mit einem einfachen Z werde alle Hoffnung auf eine prosperierende freiheitliche Gesellschaft in Russland ausgelöscht.
Gemäß der Nachrichtenagentur Reuters hatte sich Bondarew gegenüber seinen Vorgesetzten mehrfach dahingehend geäußert, welche Bedenken er habe. Ihm sei aber immer wieder gesagt worden, er solle schweigen, um negative Auswirkungen zu vermeiden. Er sagte auch, dass er von anderen Diplomaten nicht erwarte, es ihm gleichzutun. Die Organisatoren des Krieges strebten einfach an, ihre Macht für alle Ewigkeit abzusichern.

## Veröffentlichungen
- The Sources of Russian Misconduct. A Diplomat Defects From the Kremlin. In: Foreign Affairs. Band 101, Nr. 6, November/Dezember 2022, S. 36–55 (englisch).
- Im Ministerium der Lügen. Ein russischer Diplomat über Moskaus Machtspiele, seinen Bruch mit dem Putin-Regime und die Zukunft Russlands, Heyne Verlag, 2024, ISBN 978-3-453-21871-0